# میکوراجیما، توکیو
میکوراجیما، توکیو (به لاتین: Mikurajima, Tokyo) یک منطقهٔ مسکونی در ژاپن است که در Miyake Subprefecture واقع شده‌است. میکوراجیما ۲۷٫۵۴ کیلومترمربع مساحت و ۳۲۸ نفر جمعیت دارد.